# Кёниц
Кёниц (нем. Köniz) — коммуна в Швейцарии, в кантоне Берн.
До 2009 года входила в состав округа Берн, с 2010 года входит в округ Берн-Миттельланд. Население составляет 42 044 человек (на 31 декабря 2019 года). Официальный код — 0355.

## География
Площадь Кёниса составляет 51,01 км². Из этой площади 25,78 км², или 50,5 %, используются в сельскохозяйственных целях, а 15,73 км², или 30,8 %, покрыты лесом. Из остальной территории 9,39 км² или 18,4 % заселены (здания или дороги), 0,17 км² или 0,3 % — реки или озера и 0,01 км² (2,5 акра) или 0,0 % — непродуктивные земли.
Из общей застроенной площади промышленные здания составили 1,2 %, жилищно-коммунальное хозяйство — 10,7 %, транспортная инфраструктура — 4,8 %, парки, зелёные насаждения и спортивные площадки — 1,1 %. Из общей площади земель, покрытых лесом, 29,5 % приходится на сильно заросшие лесом и 1,4 % — на фруктовые сады или небольшие скопления деревьев. Из сельскохозяйственных угодий 31,2 % используются для выращивания сельскохозяйственных культур, 18,0 % — под пастбища, а 1,4 % — под фруктовые сады или виноградные культуры. Вся вода в муниципалитете является проточной.
Муниципалитет расположен в агломерации Берн. Она простирается от реки Аре на северо-востоке до рек Шварцвассер и Сенсе на юго-востоке. В её состав входят Кёниз и Ваберн в центре, пригорода Либефельд, Ваберн-Берн и Шпигель-ам-Гуртен, а также ряд других населённых пунктов, в том числе: Нидерванген, Оберванген и Тёришаус в долине Ванген, а также Шлирн, Шванден, Нидершерли и Обершерли, Миттельхаузерн и Газель в верхней части муниципалитета.